# گونی‌سو
گونی‌سو (به ترکی استانبولی: Güneysu، به یونانی: Ποταμιὰ) یک منطقهٔ مسکونی و شهرستان در ترکیه است که در استان ریزه واقع شده‌است.